# Mecynoecia proboscideoides
Mecynoecia proboscideoides är en mossdjursart som först beskrevs av William More Gabb och Horn 1862.  Mecynoecia proboscideoides ingår i släktet Mecynoecia och familjen Entalophoridae. Inga underarter finns listade i Catalogue of Life.